# Ulderico Carpegna
Ulderico Carpegna, italijanski rimskokatoliški duhovnik, škof in kardinal, * 24. junij 1595, Scavolino, † 24. januar 1679.

## Življenjepis
23. septembra 1630 je bil imenovan za škofa Gubbia; 7. oktobra 1630 je prejel škofovsko posvečenje.
28. novembra 1633 je bil povzdignjen v kardinala.
Med 11. oktobrom 1638 in letom 1643 je bil škof Todija.